# Avenue Verdier
L’avenue Verdier est une voie de communication de Montrouge,. Elle suit le tracé de la route départementale 61.

## Situation et accès

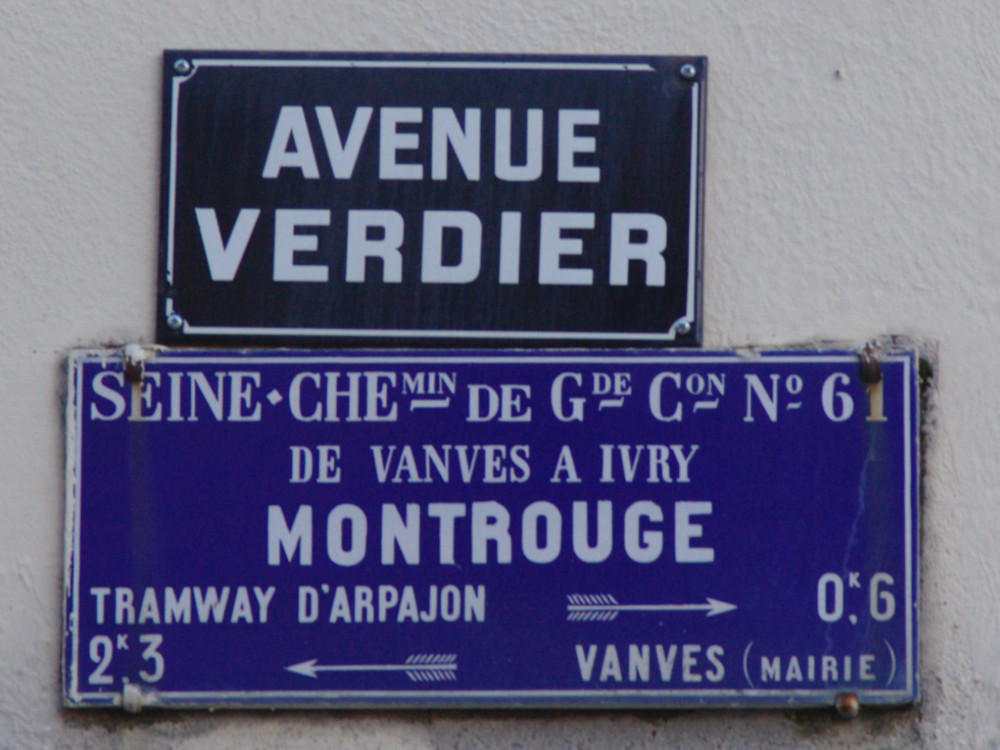
Panneau du tramway d'Arpajon.

Cet ancien chemin de grande communication No 61 (1898) ou chemin de Vanves à Ivry-sur-Seine, devenu route départementale en 1968 est orientée d'ouest en est.
Commençant dans l'axe approximatif de l'avenue Augustin-Dumont à Malakoff, elle croise l'avenue de la Marne, traverse la place Jean-Jaurès, puis plus loin l'avenue de la République.
Au-delà de l'avenue Henri-Ginoux, elle est prolongée par l'avenue Léon-Gambetta, anciennement rue Dupuis.
Elle est desservie par la station de métro Mairie de Montrouge sur la ligne 4 du métro de Paris.

## Origine du nom
Cette avenue doit son nom à Madeleine Verdier, dont un legs à la commune permit de créer l'Hospice Verdier, inauguré  en 1874, transformé en maison de retraite inaugurée par Jules Legrand en 1898 et reconstruit en 1929-1931 par l'architecte Henri Decaux.

## Historique
Cette voie de circulation a été arborée et pavée dans les années 1880.

## Bâtiments remarquables et lieux de mémoire

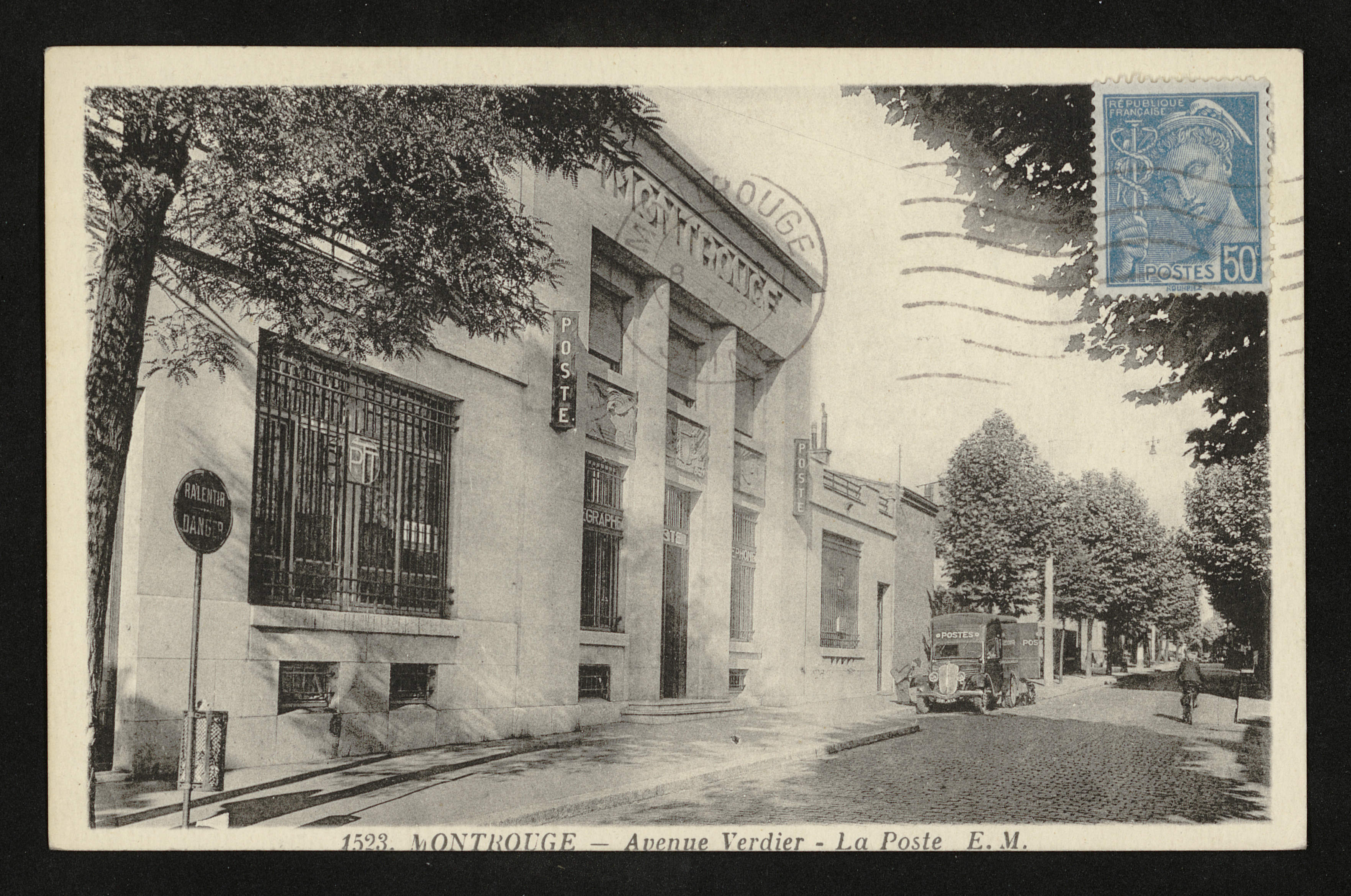
No 16 : ancien hôtel des Postes Montrouge Centre (1938, détruit).

- Entre la rue Victor Hugo et le no 16 : le jardin Pablo-Picasso, précédemment une partie du square de la République est ainsi dénommé depuis 2019, en hommage au peintre catalan qui a vécu à Montrouge de 1916 à 1918 au 22, rue Victor Hugo[8].
- Face au jardin Pablo-Picasso, à l'angle de la rue Victor-Hugo (No 24), précédemment rue du Petit-Parc : l'écrivain Théophile Gautier (1811-1872) y a vécu dans un presbytère[réf. nécessaire], ainsi que ses deux sœurs, Émilie (1817-1880) et Zoé Gautier (1820-1885). Lorsqu'il leur écrit de Saint-Pétersbourg — où il passe l'hiver 1858/1859 — il indique simplement « à Mademoiselle Émilie Gautier au parc du Grand Montrouge à Montrouge[9] », sans autre précision.
En 2021 la maison abrite l'aumônerie catholique de l'enseignement public destinée aux jeunes montrougiens des collèges et lycées[10].

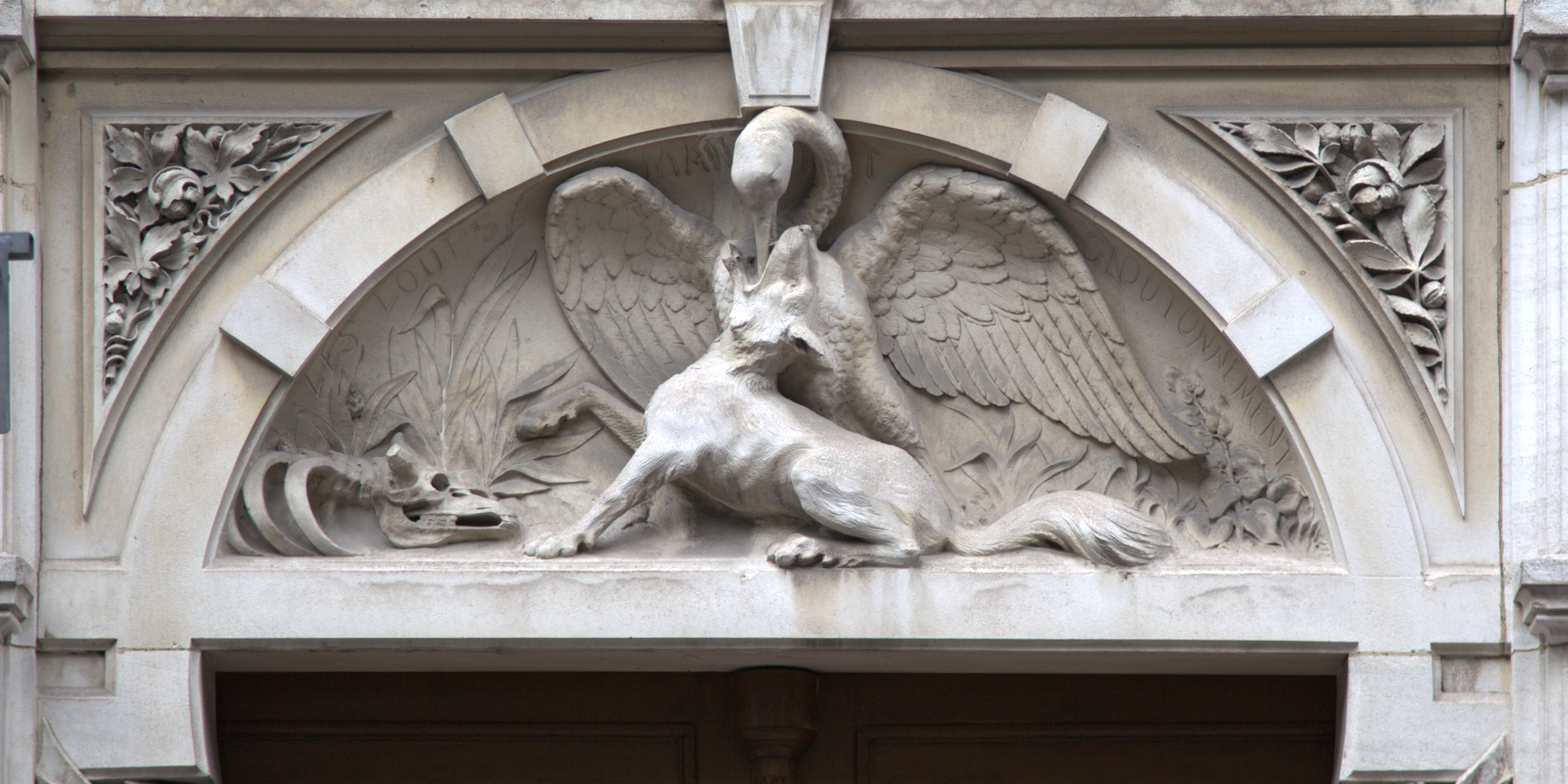
no 32 : Le Loup et la Cigogne (1897).

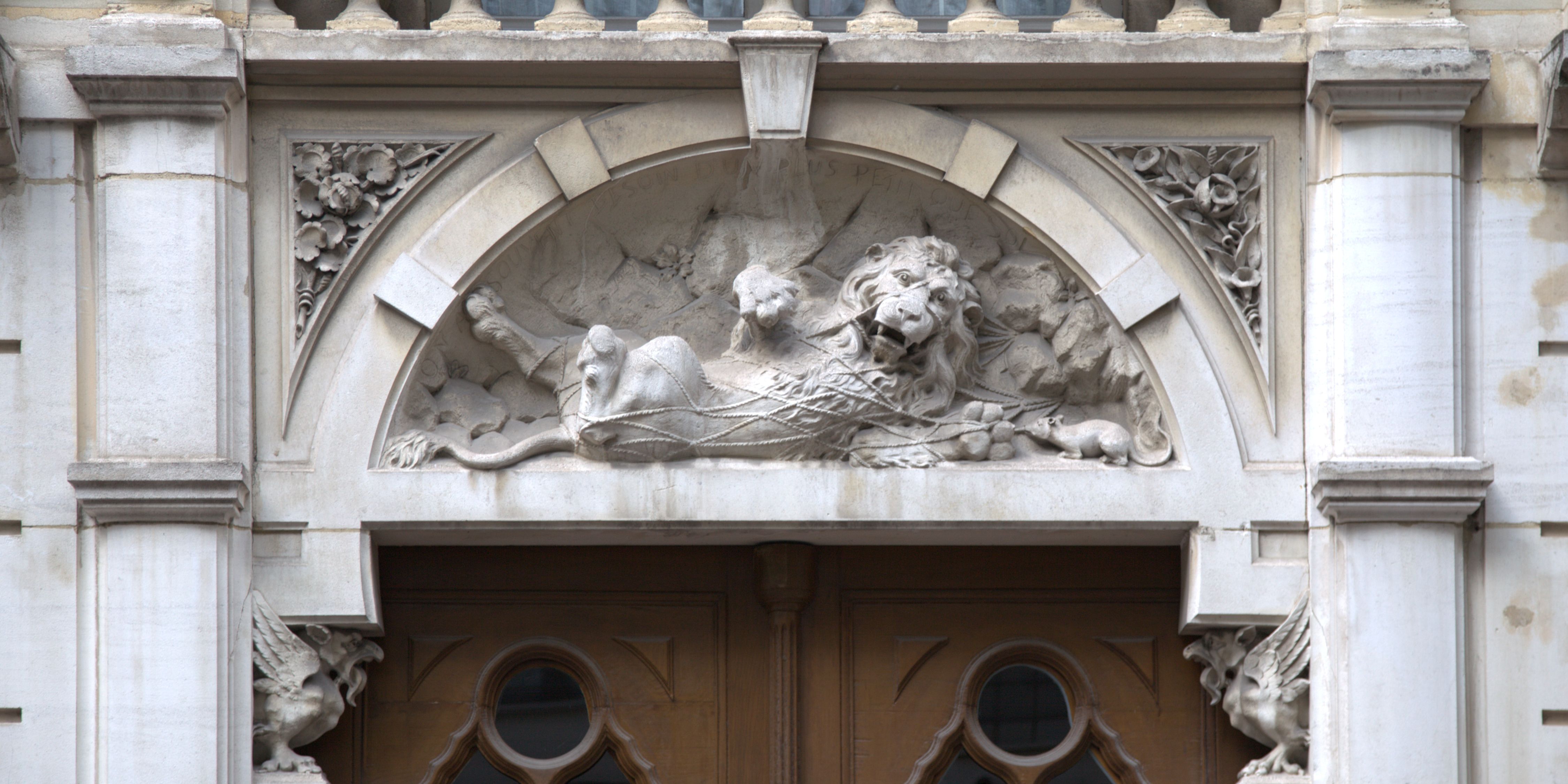
no 30 : Le Lion et le Rat (1897).

- No 16 : L'actuel bureau de poste principal de La Poste à Montrouge est logé dans un immeuble contemporain qui a remplacé l'ancien « hôtel des Postes de Montrouge Centre[11] » dit aussi « poste centrale[12] » de Montrouge. Le bâtiment, construit en béton armé et orné de bas-reliefs d'après les plans de Gaston Ernest[13] (1867-1949), architecte SADG formé à l'École des Beaux-Arts de Paris[14] fut inauguré en 1938. Il était représentatif du style art déco.
- Nos 30-32 : maison d'habitation et immeuble de rapport recensés dans l'inventaire général du patrimoine culturel[15]. Signature à gauche de la porte du no 30 : E. PETIT / ARCHT / 1897.
Les deux reliefs (1897) en pierre calcaire (hauteur 80 cm, largeur 160 cm), inscrits dans les tympans cintrés par un auteur inconnu sont inspirés des Fables de La Fontaine : au no 30 Le Lion et le Rat (« On a souvent besoin d'un plus petit que soi ») ; au no 32 Le Loup et la Cigogne (« Les Loups mangent gloutonnement »)[16].
- No 34 : début du passage dénommé villa des Jardins qui se termine en impasse face au préau de l'école maternelle Marcelin-Berthelot.

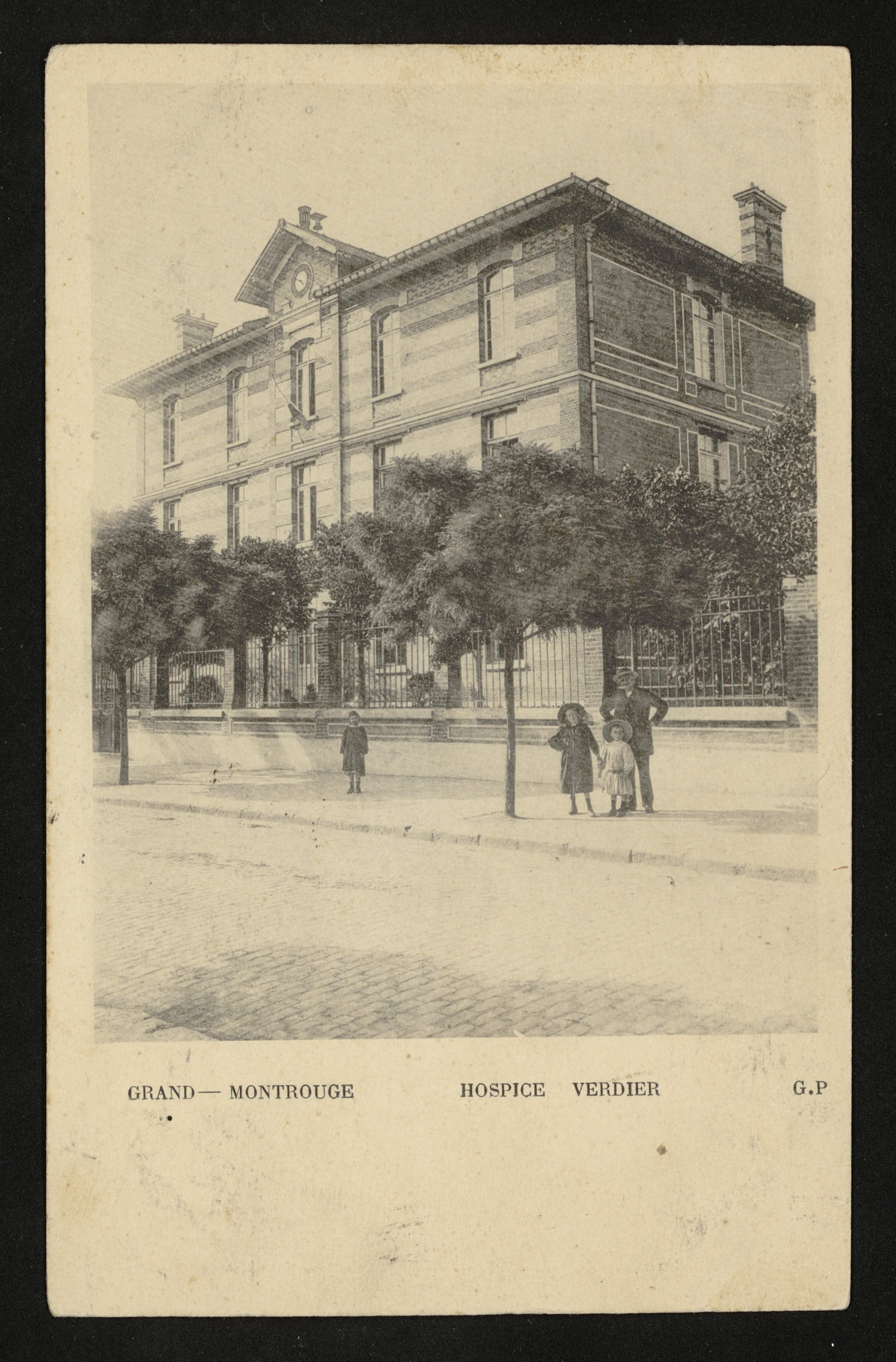
Montrouge - ancien hospice Verdier (1874, détruit).

- Nos 46-50 : ensemble d'immeubles contemporains.
— Au no 48 un porche et un court passage couvert, carrossable, permettent de gagner la partie arrière de la parcelle. L'emplacement est approximativement celui de l'ancien passage privé connu sous la dénomination villa Monplaisir (dit aussi Mont-Plaisir) qui reliait l'avenue Verdier au passage du Manège[17]. Elle fut supprimée conformément à la délibération du conseil municipal du 26 février 1937[18].
— Le no 50 correspond à l'emplacement de l'ancienne maison de retraite dite hospice Verdier, fondée en 1874 dans un petit pavillon légué par Madeleine Verdier qui fut agrandi une première fois en 1886, une deuxième fois de 1895 à 1900. Ce pavillon a été démoli au cours d'une campagne de reconstruction de l'établissement confiée à l'architecte Henri Decaux (1887-?) et menée de 1929 à 1931[19],[20]. L'hospice n'est pas à confondre avec EHPAD Résidence Madeleine Verdier (fondation Verdier), une maison de retraite ouverte en 2003 au 5, allée de La Vallière à Montrouge[21].
— L'ancien passage des Maraîchers, parallèle à la villa Monplaisir commençait avenue Verdier, longeait d'un côté l'ancien hospice Verdier, de l'autre un terrain dit « les vallées » (actuel parc Jean-Loup Metton) et se terminait en impasse. Il figure sur la Carte des carrières[22] (1908) et disparut avant 1937[18].
- No 67 : Le chanteur Jean-Jacques Goldman a vécu de 1977 à 1981 dans ce pavillon en meulière, acquis à crédit[23]. Dans les années 2010, cette maison a été découpée en deux lots afin de créer le no 69[24].
- No 88 : Immeuble « White »
L'Institut national de la statistique et des études économiques (INSEE), précédemment logé à Malakoff[25] y est installé depuis 2018[26]. La Bibliothèque de l'INSEE s'y trouve également.
- Nos 101 et 103 : grand ensemble de barres.
Un appartement du no 103 a abrité durant les derniers jours de l'Occupation (14 au 19 août 1944) le PC de l'état-major de Henri Rol-Tanguy (1908-2002) qui était, depuis le 1er juin 1944, commandant de la « Région P1 » (Île-de-France) du mouvement de résistance FFI.
Une plaque apposée derrière la grille d'entrée rappelle que Rol-Tanguy donna de ce PC le 19 août l'ordre général d'insurrection contre les troupes d'occupation et forces de police allemandes[27]. Six jours plus tard, le 25 août vers neuf heures du matin, des éléments de la 2e division blindée du général Leclerc traversaient la ville de Montrouge en direction de la porte de Châtillon pour entrer dans Paris[28] (voir : Libération de Paris).
Au no 101, entre deux fenêtres du premier étage, des traces de fixation encore perceptibles (en 2021) témoignent de l'apposition antérieure d'une plaque. Celle-ci fut inaugurée à une date inconnue en présence de l'ancien chef d'état-major national des FFI Alfred Malleret-Joinville (1911-1960) comme l'atteste une photographie[29]. Cette première plaque semble avoir été à l'origine de nombreux quiproquos concernant l'emplacement du PC qui, selon le témoignage de Rol-Tanguy recueilli par Roger Bourderon était bien établi au no 103[30].
Hommage était également rendu à Rol-Tanguy par l'inauguration à Montrouge, en 2004[réf. nécessaire], d'un square portant son nom[31] (partie du square des États-Unis, avenue Jean-Jaurès). Déblayé en vue de l'aménagement de la promenade des allées Jean-Jaurès, il a définitivement disparu en 2019. Seul un simple chemin piéton dénommé allée Rol-Tanguy y perpétue encore son souvenir.
- Oratoire Bienheureux Charles de Foucauld[réf. nécessaire].